# Har De hemmeligheder for Deres Kone?
Har De hemmeligheder for Deres Kone? er en amerikansk stumfilm fra 1921 af Sam Wood.

## Medvirkende
- Wallace Reid som Cullen Dale
- Gloria Swanson som Marian Westover
- Elliott Dexter som Harvey Gilroy
- Dorothy Cumming som Jessica Ramsey
- Genevieve Blinn som  Mrs. Morgan
- K. T. Stevens
- Charles De Briac
- Raymond De Briac